# Guy Dessicy
Guy Dessicy (Sint-Gillis, 26 maart 1924 - Watermaal-Bosvoorde, 29 juli 2016) was een Belgisch tekenaar, organisator, monumentenzorger en mecenas.

## Levensloop
Toen hij amper twaalf was nam Dessicy deel aan de bijeenkomsten van Le Grenier de la Poésie, geleid door de dichter Geo Norge. In zijn jeugdjaren sloot hij aan bij de groep Capelle aux Champs in Woluwe, waar hij Hergé, Franz Weyergans, Jean Libert, Marcel Dehaye (secretaris van Hergé) en anderen ontmoette.
Hij studeerde architectuur en schilderkunst aan de Kunstacademie in Brussel en werd in 1947 als colorist aangeworven in de Studios Hergé.
In 1953 werd hij door Raymond Leblanc, de oprichter van het weekblad Kuifje, aangeworven om het pas opgerichte Publiart te leiden, een agentschap waar het beeldverhaal en de publiciteit samengingen. Hij bleef er drie decennia de directeur van. Enkele van de later bekende Belgische tekenaars van stripverhalen begonnen hun carrière bij Publiart. Onder hen Jean Graton, François Craenhals, Tibet, Dany, William Vance en Hermann.

## Belgisch Stripcentrum
Samen met Jean Breydel de Groeninghe stichtte Dessicy het Belgisch Centrum voor het Beeldverhaal. Het museum vond een onderkomen in de vroegere Magasins Wauquez, een art-nouveaugebouw ontworpen door Victor Horta. Het museum werd in 1989 ingehuldigd en Dessicy bleef er erevoorzitter van tot aan zijn dood.

## Cauchiehuis
Het Cauchiehuis, in Etterbeek in 1905 gebouwd op loopafstand van het Jubelpark, voor het echtpaar Paul Cauchie, behoort tot de meest schitterende voorbeelden van de art nouveau. Na de dood van het echtpaar bleef het huis onbewoond en begon het af te takelen. Het echtpaar Guy en Leona Dessicy kocht het huis en tussen 1981 en 1988 werd het door hen grondig gerestaureerd en kreeg het weer zijn oorspronkelijke schittering. Het huis werd sindsdien regelmatig opengesteld voor bezoekers.

## Correspondentie Hergé
Dessicy zorgde voor het bewaren van de briefwisseling tussen Hergé en zijn secretaris Marcel Dehaye en schonk de collectie aan de Koning Boudewijnstichting.
Deze briefwisseling is gearchiveerd en opengesteld voor onderzoek in de bibliotheek Wittockiana.